# CS Firenze
CS Firenze is een Italiaanse voetbalclub uit Florence.

## Geschiedenis
De club werd opgericht in 1903 na een fusie tussen Club Sportivo Ardire en Club Velocipedistico Fiorentino. De club was een sportclub die in verscheidene sporttakken actief was. In 1912/13 nam de club deel aan het Italiaans kampioenschap (in de derde Italiaanse divisie "Terza Categoria"). Voorheen was dit enkel toegankelijk voor Noord-Italiaanse clubs, maar nu kwam er ook een afdeling voor Centraal- en Zuid-Italiaanse clubs. In een groep van vier werd CS Firenze derde, achter Virtus Juventusque en SPES Livorno. Het volgende seizoen werd de club tweede achter SPES in een groep van acht. Hierna speelde de club in de middenmoot. Begin jaren twintig degradeerde de club en in 1926 fuseerde de club onder druk van het fascistische regime met Libertas Firenze om zo de nieuwe topclub AC Fiorentina te vormen. De reden hiervoor was dat men één grote club per stad wilde hebben. Ook in Rome en Napels moesten clubs gedwongen fuseren.
De club bleef wel actief in andere sporttakken en werd dat na verloop van tijd ook weer in het voetbal.